# Louis Moreau Gottschalk
Louis Moreau Gottschalk (ur. 8 marca 1829 w Nowym Orleanie, zm. 18 grudnia 1869 w Tijuce koło Rio de Janeiro) – amerykański pianista i kompozytor.

## Życiorys
Był synem pochodzącego z Anglii przedsiębiorcy o przypuszczalnie żydowskich korzeniach i Kreolki pochodzącej z Haiti. W wieku 4 lat rozpoczął lekcje gry na skrzypcach u Félixa Miolana i na fortepianie u François Letelliera. W 1841 roku wyjechał do Paryża, gdzie uczył się u Charles’a Hallégo i Camille’a Stamaty’ego (fortepian) oraz Pierre’a Maledena (harmonia). W 1845 roku dał w Salle Pleyel koncert, na którym obecny był Fryderyk Chopin. Polski kompozytor wypowiedział się o Gottschalku z uznaniem. W 1850 roku odbył tournée po Francji i Szwajcarii. W 1851 roku na zaproszenie królowej Izabeli II odwiedził Hiszpanię, gdzie odniósł sukces jako pianista. Z rąk monarchini otrzymał wówczas Order Izabeli Katolickiej.
W 1853 roku powrócił do Stanów Zjednoczonych i podróżował po kraju z programami koncertowymi. Po 1857 roku koncertował także na Kubie, Antylach, Haiti, Portoryko, Wenezueli, Gujanie, Brazylii, Martynice i Gwadelupie. W 1860 i 1861 roku wziął udział w festiwalach w Hawanie. Był abolicjonistą. Po śmierci ojca w 1853 roku wyzwolił odziedziczonych wraz z majątkiem niewolników, a po wybuchu wojny secesyjnej deklarował poparcie dla Unii, koncertując w stanach północnych.
W 1865 roku, po skandalu wywołanym uwiedzeniem nieletniej uczennicy w San Francisco, wyemigrował z USA do Ameryki Południowej. Koncertował m.in. w Peru, Chile i Urugwaju. 25 listopada 1869 roku zasłabł na scenie podczas występu w Rio de Janeiro i kilka tygodni później zmarł. Jego prochy sprowadzono do Nowego Jorku i 3 października 1870 roku pochowano na Brooklynie.

## Twórczość
Jego twórczość reprezentuje styl salonowy. Uprawiał wszystkie gatunki miniatury fortepianowej XIX wieku: polki, mazurki, tarantele, kaprysy, ballady, marsze, scherza, serenady, etiudy, fantazje. Muzyka Gottschalka nosi cechy wirtuozowskie, z elementami egzotyki i stylu kreolskiego, z postrzępionymi melodiami i rytmami synkopowanymi typowymi później dla ragtime’u i jazzu. Do jego uczniów należała Teresa Carreño.
Jako pianista cieszył się dużym uznaniem współczesnych. Dużo koncertował, sam chwalił się, że w Ameryce dał przeszło 1100 koncertów, przemierzając 95 tysięcy mil. Na koncertach grał prawie wyłącznie własne utwory. Dokładna liczba kompozycji Gottschalka jest trudna do ustalenia, część z nich bowiem zaginęła, a sam kompozytor wiele z nich przepisywał na nowo, publikował ten sam utwór pod różnymi tytułami, pod jednym opusem umieszczał też kilka utworów.
Skomponował m.in. operę Escenas campesters (wyst. Hawana 1860), Grande Tarantelle na fortepian i orkiestrę, 2 symfonie (I „La Nuit des tropiques”, II „À Montevideo”), Variations de concert sur l’hymne portugals du Roi D. Louis 1er na fortepian i orkiestrę, ponadto liczne utwory kameralne i fortepianowe.